# Емлютин, Дмитрий Васильевич
Дми́трий Васи́льевич Емлю́тин (1907—1966) — Герой Советского Союза (1942), один из руководителей партизанского движения в брянских лесах, полковник.

## Биография
Дмитрий Васильевич родился в незажиточной крестьянской семье в Брянской области. Комсомольцем работал в трудовых коллективах железнодорожников слесарем. Поступил курсантом в школу ВЦИК в Москве. Вступил в ряды ВКП(б). По воспоминаниям Дмитрия Васильевича, в органах государственной безопасности он начал с работы в должности фельдъегеря. 
С октября 1941 года начал участие во Второй мировой войне в партизанском отряде. С апреля 1942 года возглавлял объединённое командование партизанских отрядов юго-западного района Орловской области и северной части Сумской области. Усилиями отрядов, оккупанты были изгнаны из 370 населённых пунктов, и на юге Брянских лесов был создан партизанский край с населением примерно 200 тысяч человек. 
Для связи с Управлением госбезопасности Орловской области Д. В. Емлютин использовал радиостанцию, лично писал сообщения о боевых задачах и нуждах. 
Указом Президиума Верховного Совета СССР «О присвоении звания Героя Советского Союза партизанам, особо отличившимся в партизанской борьбе в тылу против немецких захватчиков» от 1 сентября 1942 года за «отвагу и геройство, проявленные в партизанской борьбе в тылу против немецких захватчиков» получил звание Героя Советского Союза с вручением ордена Ленина и медали «Золотая Звезда». 
Летом 1943 года руководил обороной края от двух немецких и двух венгерских дивизий. С конца 1943 года служил в Центральном штабе партизанского движения, затем — в органах госбезопасности.
С 1957 года отправлен в отставку. Работал директором Книготорга. В Саратове Д. В. Емлютин закончил заочное отделение исторического факультета госуниверситета имени Н. Г. Чернышевского.
Дмитрий Васильевич Емлютин умер 19 июня 1966 года после тяжелой болезни. 
Похоронен в Саратове на Воскресенском кладбище (1-й участок). Комитет госбезопасности при Совете Министров СССР поставил на могиле Дмитрия Васильевича мраморный памятник с надписью: «Герою Советского Союза полковнику Емлютину Дмитрию Васильевичу от КГБ при СМ СССР».

Памятник на Воскресенском кладбище

## Награды
- Медаль «Золотая Звезда»;
- Орден Ленина;
- Орден Красного Знамени;
- Орден Красной Звезды.

## Память
- В честь Дмитрия Васильевича Емлютина названы улицы в Брянске, в Саратове, в Орле[источник не указан 340 дней].
- 7 мая 2013 года в Брянске установлен бюст Емлютина и открыт одноименный сквер.
- В честь Героя установлена мемориальная доска на здании УФСБ по г. Мичуринск, где Д. В. Емлютин жил и работал в период с 1948 по 1953 годы.

## Сочинения
- Шестьсот дней и ночей в тылу врага. М., 1971.